# Костёл Пресвятой Девы Марии (Чериков)
Костёл Пресвятой Девы Марии (бел. Касцёл Найсвяцейшай Дзевы Марыі) — каменный католический храм в городе Чериков Могилёвской области, памятник архитектуры неороманского стиля. Построенный на месте бывшего кармелитского деревянного костела, в советское время был переделан в дом культуры. В настоящее время возвращён католической церкви, находится на реставрации.

## История
Впервые приход упоминается в 1669 году в синоде Казимира Сапеги, в то время он принадлежал Оршанскому деканату Виленской епархии. В 1790-1832 годах в городе существовал монастырь кармелитов. Новая деревянная церковь построена в 1792 г. на пожертвования ксёндза Молодковича и прихожан. С 1840 года о приходе заботились епархиальные священники. По данным 1849 года, католический приход относился к Чаусскому деканату Могилевской архиепископии, имелись часовни в Горах и Городке.
В 1862—1869 годах на пожертвования ксёндза Павла Подгурского, Агаты Михайловны и Симона Андреевича Тылюповых в Черикове была построена новая каменная церковь. Главный престол был освящен викарием-епископом Могилевским Альбином Симоном 23 июля 1864 года.
Церковь стала центром прихода (в 1880 г. в нём насчитывалось 500 верующих) и Черико-Чаусовского деканата Могилевской архиепархии. Деканат располагался на территории Чаусского и Чериковского районов и объединял 4943 прихожан, 5 часовен и 6 приходов: Пресвятой Богородицы в Черикове, Успения Пресвятой Богородицы в Вородькове, Непорочного Зачатия Пресвятой Богородицы в Кричеве, Успения Пресвятой Богородицы в Ивандаре, Св. Казимира в Рясно и Рождества Пресвятой Богородицы в Радомле.
В 1881—1882 годах церковь ремонтировали. В начале XX века прихожан было мало, и они в основном состояли из местной знати.
В советское время здание отобрали у католиков и в 1950 году перестроили под дом культуры, позже использовали под кинотеатр. В 2019 году здание было возвращено восстановленной католической общине, а 11 августа того же года в нём была отслужена первая за долгое время месса, которую возглавил епископ-помощник Александр Яшевский. Настоятелем был назначен ксёндз Павел Адамович.

## Архитектура
Храм расположен в центре города, по адресу улица Ленинская, 192. Памятник архитектуры неороманского стиля, неоготики и позднего классицизма. Длинный прямоугольный объём под остроконечной крышей, к задней части пристроена пятиугольная апсида. Боковые фасады разделены лопастями, испещрёнными ржавчиной, опоясаны городским фризом.
Первоначальный вид здания включал в себя две башни с двумя дубовыми крестами, покрытыми белой жестью, а под ними — латунные шары, окрашенные масляной краской. Посреди фронтона стоял чугунный крест весом 12 пудов. Бабинец был отделен от основного объёма каменной стеной с 4 дверями. Пресвитерия была отделена решеткой. Длина постройки была 12, ширина — 7, высота — 10 сажен.
В церкви было три престола. В главном престоле, камне с мощами святых, наверху находился престол с изображением Святой Троицы и Спасителя в терновом венце. По бокам трона было 8 колонн. Над престолом и главным алтарем находилась деревянная часовня с копией иконы Богородицы. Над алтарем находится икона Пресвятой Богородицы, написанная на холсте в деревянной золоченой раме.

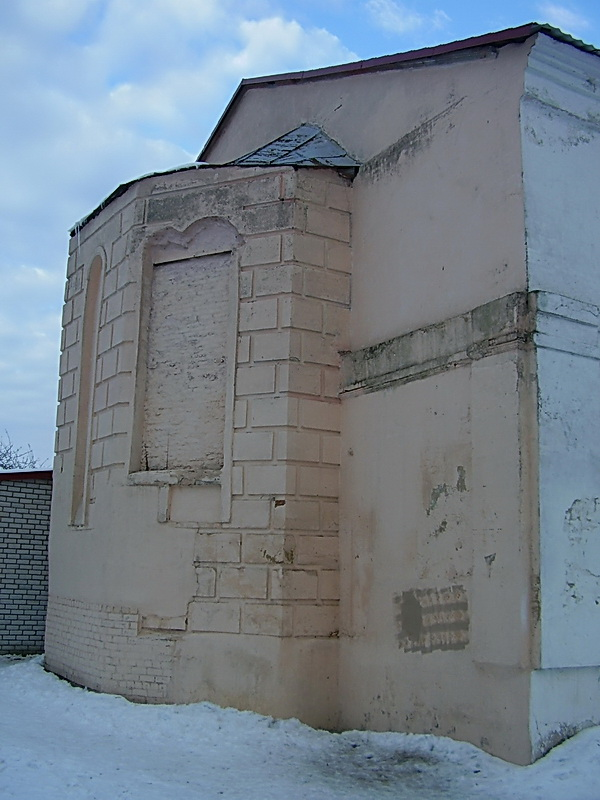
Апсида костёла.

Второй престол — деревянный с левой стороны, иной, с украшениями и позолотой, имел камень со святыми мощами, икону св. Иосифа, над ним икону св. Казимира на холсте. С правой стороны находился третий престол, такой же, как и правый, с иконой св. Антония на полотне.
Всего в храме была 21 икона. На башне висели 3 колокола, весом соответственно 8 пудов 9 фунтов, 4 пуда 36 фунтов и 2 пуда.

## Священники
- Раймунд Комбар, Афанасий Амбражевич, Ипполит Контейка, Демьян Баневич, Филипп Витарт (в период 1812—1840).
- Людвиг Богданович (1848—1849).
- Франтишек Вечерковский, Мартин Голка (1851—1852).
- Казимир Петровский (пастырь, 1870—1880).
- Антоний Козловский (1900—1907).
- Станислав Ярошевич (1922—1923)[1].
- Павел Адамович (пастырь, с 2019).